# La condición humana (película)
La condición humana (人間の條件 Ningen no joken, 1959-1961) es una trilogía de cine épico japonés dirigida por Masaki Kobayashi. Las tres partes de la cinta se titulan respectivamente: No hay amor más grande, El camino a la eternidad y La plegaria del soldado.
Está basada en la novela de seis volúmenes publicada de 1956 a 1958 por Junpei Gomikawa, mezclando ideas originales de Masaki Kobayashi probablemente basándose en vivencias personales y protagonizada por Tatsuya Nakadai, uno de los mejores actores del siglo XX, Michiyo Aratama, Ineko Arima, entre otros. La trilogía sigue la vida de Kaji, un pacifista y socialista japonés, que trata de sobrevivir en el mundo totalitario y opresivo del Japón de la Segunda Guerra Mundial. En total, se trata de una película de 9 horas y 47 minutos de duración, sin incluir los descansos, lo que la convierte en una de las películas de ficción más largas jamás realizadas.

## Sinopsis
La condición humana es una trilogía sobre los efectos de la Segunda Guerra Mundial en un japonés pacifista y socialista llamado Kaji (Tatsuya Nakadai).
Kaji elude ser reclutado por el Ejército Imperial Japonés al ofrecer sus conocimientos de organización empresarial en la logística de la industria de la guerra. Será destinado a un remoto rincón de la Manchuria ocupada, a una mina de carbón. Allí gran parte de los trabajadores son prisioneros de guerra chinos que desarrollan su tarea en condiciones infrahumanas, tratados como si fueran animales. Kaji es un hombre honesto que se tendrá que enfrentar a situaciones injustas e innobles, situación que nos permite ver tres lados de la Segunda Guerra Mundial a través de sus ojos.
La Condición Humana entremezcla extraordinariamente la narración y el relato de la guerra en los ojos de Kaji, con la perfección técnica: la brutalidad de la guerra queda patente en un eficaz tono blanco y negro, en escenarios inmensos, paisajes gigantescos, grandes congregaciones de hombres armados y en las expresiones faciales de los protagonistas más relevantes que reaccionan ante los increíbles acontecimientos que se producen a fondo en un entorno tan hostil y catastrófico. Las intenciones de Kobayashi eran transformar un conflicto mundial tan masivo y difícil de entender para las personas individuales.
Esta obra marcó la senda de películas que reflejarían el lado no épico de las guerras, influenciando en autores no japoneses como Stanley Kubrick, Francis Ford Coppola, Clint Eastwood, etc.

## Reparto

### La condición humana I:No hay amor más grande
- Tatsuya Nakadai como Kaji.
- Michiyo Aratama como Michiko.
- Chikage Awashima como Tōfuku Kin.
- Ineko Arima como Shunran Yō.
- Keiji Sada como Kageyama.
- Sō Yamamura como Okishima.
- Seiji Miyaguchi como Wang Heng Li.

### La condición humana II:El camino a la eternidad
- Tatsuya Nakadai como Kaji.
- Michiyo Aratama como Michiko.
- Kokinji Katsura como Sasa Nitōhei.
- Jun Tatara como Hino Jun'i.
- Michirō Minami como Yoshida Jōtōhei.
- Kei Satō como Shinjō Ittōhei.
- Kunie Tanaka como Obara Nitōhei.

### La condición humana III:La plegaria del soldado
- Tatsuya Nakadai como Kaji.
- Michiyo Aratama como Michiko.
- Tamao Nakamura como Hinannmin no Shōjo.
- Yūsuke Kawazu como Terada Nitōhei.
- Chishū Ryū como Hinanmin no Chōrō.
- Taketoshi Naitō como Tange Ittōhei.
- Kyōko Kishida como Ryūko.
- Ed Keene como oficial ruso.
- Ronald Self como Chapayev
- Hideko Takamine como un refugiado.

## Recepción
Si bien la película fue controvertida en Japón al estrenarse por el tema antiautoritario que la impregna, La Condición Humana fue aclamada por la crítica, ganó varios premios internacionales y estableció a Masaki Kobayashi como uno de los directores japoneses más importantes del siglo XX.
El crítico de cine británico David Shipman describió la trilogía en su libro de 1983, The Story of Cinema, como "sin duda la mejor película jamás realizada" En su reseña para The New York Times de 2008, A. O. Scott escribió: "La monumental película de Kobayashi puede aclarar y enriquecer tu comprensión de lo que es estar vivo." El crítico Philip Kemp, en su ensayo escrito para el estreno de la trilogía de The Criterion Collection, argumenta que mientras "la película sufre por su gran magnitud y por la casi inexistente somnolencia de su estado de ánimo predominante.... La Condición Humana se erige como un logro de extraordinario poder y resonancia emocional: a la vez una celebración de la resiliencia de la conciencia individual y una purga de la complicidad forzada en la culpa (de una nación y, como el título implica, de toda la raza humana), que Kaji logra a través de su muerte, y Kobayashi a través de la realización de esta película".
En la 21ª edición del Festival Internacional de Cine de Venecia, la película ganó el Premio San Giorgio y el Premio Pasinetti.